# Гавра Аничић
Гавра Аничић (Мостар) 1811. -Београд 14. новембра 1883.) је херцеговачки трговац, буљубаша, политичар, либералиста и борац за слободу говора и мишљења.

## Биографија
Гавра Аничић рођен је 1811. у Мостару, а погубљен је стрељањем 1883. године у Зајечару.
Године 1837. спомиње се као један од буљукбаша (командира страже) на граници према Турској код Грамаде. Негде око 1815. доселио се у Књажевац, где се бавио трговином.

## Политика
По политичком убеђењу у почетку је био либерал, а од 1830. је пришао радикалима Николе Пашића и Аце Станојевића.

## Тимочка буна
Био је један од инспиратора Тимочке буне и председник побуњеничког одбора. Тимочка буна, најпре позната као Зајечарска буна, је била буна коју су 1883. године у зајечарском округу подигли представници Народне радикалне странке против владе краља Милана Обреновића. Неред је започео тако што је народ, на наговор вође радикала Николе Пашића, одбио да преда оружје, онда када је крајем септембра наређено да се оружје одузме од народа. Буна је угушена од стране преког суда краља Милана (14. новембра 1883.) а Гавра је осуђен на смрт и стрељан на Краљевици у Зајечару. Његови посмртни остаци пренесени су 1890. у Књажевац и сахрањени у породичну гробницу на Источном гробљу.